# 重髂龍屬
重髂龍屬是鳥腳亚目禽龍類恐龍的一屬，屬於禽龍類內部的硬棘龍類（Styracosterna）演化支，生存於白堊紀早期的英格蘭。

## 發現與命名
化石是兩個部分身體骨骼，發現於英格蘭東薩塞克斯郡的一處海岸，屬於瓦德赫斯特黏土組（Wadhurst Clay Formation）地層，地質年代約1億4000萬年前，相當於白堊紀早期的凡藍今階早期。
在1889年，理查德·萊德克（Richard Lydekker）將這些化石命名為禽龍的一種，道氏禽龍（I. dawsoni），種名是以發現化石的英國業餘古動物學家Charles Dawson為名。理查德·萊德克將一些化石選定為綜模標本。
在2010年，大衛·諾曼（David B. Norman）將道氏禽龍建立為獨立屬，重骨龍（Barilium）。屬名意為「重的腸骨」。大衛·諾曼將一節背椎、左腸骨選定為選模標本。同年稍晚，肯尼思·卡彭特（Kenneth Carpenter）等人將同一批化石進行敘述、命名，建立為獨立屬，圓骨龍（Torilion）。圓骨龍目前被視為是重骨龍的次客觀同物異名。

## 體徵
高刺龍（Hypselospinus）也是種禽龍類，過去也被歸類於禽龍的一個種，與重骨龍生存於相同時代的同一環境。重骨龍是體型較粗壯的禽龍類，身長估計約8公尺。
重骨龍、高刺龍的差異在於體型、脊椎、骨盆的特徵與大小。重骨龍的體型比高刺龍還粗壯，脊椎大、類似彎龍，神經棘短；而高刺龍的神經棘長而狹窄。